# Leonard Fraser
Leonard John Fraser (Ingham, 27 giugno 1951 – Brisbane, 1º gennaio 2007) è stato un serial killer australiano.
Nel 1990 commise il suo primo omicidio violentando e uccidendo Keyra Steinhardt, una bambina di soli nove anni. Dopo un periodo di detenzione per stupro venne accusato di aver assassinato Sylvia Maria Benedetti di 19 anni, Beverly Leggo di 36 anni e Julie Dawn Turner di 39 anni fra l'agosto del 1998 e l'aprile del 1999.
Nel 2002 fu catturato ed affrontò un processo: il pubblico ministero lo aveva inizialmente accusato anche della morte di Natasha Ryan. Fu scagionato da questa accusa quando emerse che la ragazza, sparita da cinque anni, non era morta, ma, dopo essere scappata di casa, aveva vissuto in segreto con il fidanzato. Fraser venne tuttavia giudicato colpevole degli omicidi delle altre tre donne e fu condannato all'ergastolo nel 2003.
Venne soprannominato "il killer delle donne con la coda di cavallo": tutte le sue vittime infatti erano donne che sfoggiavano questa celebre pettinatura.
Dopo la sentenza, Fraser rimase tre anni in carcere per poi trasferirsi in un ospedale psichiatrico di Brisbane dove morì a causa di un attacco di cuore.